# Schott Solar
SCHOTT Solar AG je německá společnost se sídlem v Mainzu, výrobce fotovoltaických článků. V Česku měla zastoupení prostřednictvím dceřiné společnosti SCHOTT Solar CR, k. s. (do 16. prosince 2005 RWE SCHOTT Solar CR, s. r. o., poté do 1. července 2012 SCHOTT Solar CR, s. r. o.). SCHOTT Solar je součástí mezinárodního technologického koncernu Schott AG.
Společnost působila v oblasti výroby fotovoltaických článků a solárních panelů. V roce 2005 zahájila výrobu solárních panelů v závodě ve Valašském Meziříčí, další závody měla v německých městech Alzenau, Jena a Mitterteich, ve španělském Aznalcóllaru a v americkém Albuquerque. V Česku se jednalo o největšího výrobce solárních panelů. Ročně dokázal vyprodukovat přibližně 1,4 milionu fotovoltaických panelů. V roce 2012 společnost ukončila výrobu ve Valašském Meziříčí a propustila přibližně 500 zaměstnanců, za rok 2012 se jednalo o jedno z největších propuštění zaměstnanců v Česku. Jako důvod uvedla neschopnost konkurovat levným asijským výrobcům fotovoltaických modulů. V červenci 2012 změnila společnost status ze společnosti s ručením omezeným na komanditní společnost.
Od roku 2014 se do výrobní haly společnosti Schott Solar stěhuje výroba německé společnosti Baur Formschaumtechnik. Ta halu zakoupila a přestěhuje sem část výroby ze Vsetína, kde původně plánovala postavit novou halu. Část zaměstnanců se do haly přesune ze stávajícího provozu ze Vsetína, ve Valašském Meziříčí by mělo práci najít přibližně 60 zaměstnanců.